# تیپاژا
تیپاژا (به اسپانیایی: Tipajasa) یک کوه در پرو است که در Peru, Puno Region واقع شده‌است. تیپاژا ۴٬۸۰۰ متر بالاتر از سطح دریا واقع شده‌است.